# Marienehe

Ortsteil Schmarl in der Hansestadt Rostock

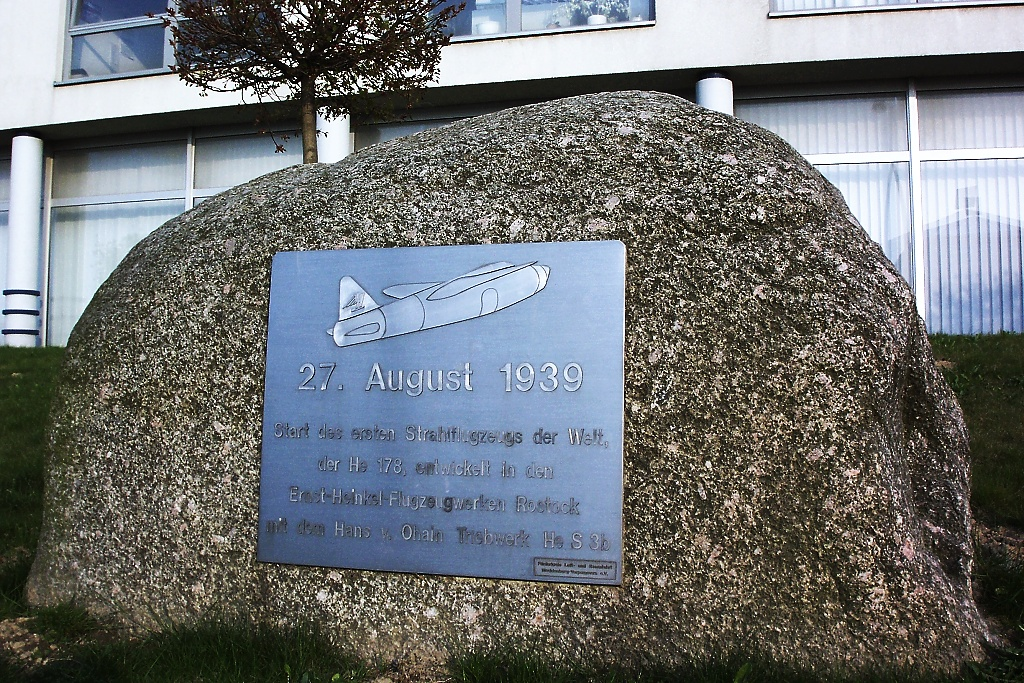
Erinnerung an den weltweit ersten Strahlflugzeugflug in Marienehe

Marienehe ist ein Gebietsteil der Hansestadt Rostock in Mecklenburg-Vorpommern. Die Gemarkung liegt in den Ortsteilen Schmarl, Evershagen und Reutershagen. Marienehe ist heute von Gewerbe- und Industriegebieten geprägt.

## Geschichte
Marienehe wurde im Jahr 1304 in einer Urkunde des Königs von Dänemark, Erik VI. Menved erstmals erwähnt. 1393 kaufte der Rostocker Bürgermeister Baggele den Ort und stiftete ihn 1396 dem Kartäuserorden, der hier das Kloster Marienehe errichtete. Das Kloster erwarb in der Folgezeit neun Dörfer in der näheren Umgebung und zwei im Fürstentum Rügen. Während der Reformation wurde die Auflösung auch dieses Klosters verlangt, die Insassen wehrten sich jedoch heftig. Den erbitterten Widerstand leitete Prior Markwart Behr, der erst am 15. März 1552 durch Waffengewalt gebrochen werden konnte. Das Kloster wurde zerstört, die Steine zum Bau des Güstrower Schlosses verwendet.
Nach der Reformation kam der Ort in den Besitz der mecklenburgischen Herzöge, als Amt Marienehe seit 1557 zum Herzogtum Güstrow, durch den Teilungsvertrag 1611 zum Herzogtum Mecklenburg-Schwerin im Amt Doberan. Das Domanialgut umfasste über 200 ha und wurde verpachtet.
1934 erfolgte die Eingemeindung von Marienehe nach Rostock. Bereits 1933 hatte Ernst Heinkel hier im Zuge der Aufrüstung des NS-Staates mit dem Bau seiner Flugzeugwerke auf dem erworbenen ehemaligen Domanialgut begonnen, da eine Expansion am Standort Bleicherstraße aus Platzgründen nicht möglich war. Am 27. August 1939 startete in Marienehe das erste mit einem Strahltriebwerk angetriebene Flugzeug der Welt, die Heinkel He 178. Das Triebwerk wurde von Hans von Ohain konstruiert.
Im Zweiten Weltkrieg wurden bei den alliierten Bombenangriffen auf Rostock 1942 die Flugzeugwerke schwer beschädigt. Nach dem Ende des Krieges erfolgte die komplette Demontage aller brauchbaren Maschinen und Anlagen und der Abtransport als Reparation in die Sowjetunion.
Das Gelände wurde für den 1950 beginnenden Aufbau des Fischkombinats Rostock genutzt. An der Westseite der Unterwarnow wurde für die Fischfangflotte der DDR ein eigener Hafen angelegt, Verarbeitungshallen, Bürogebäude und technische Anlagen entstanden.
Nach der Wende entstand am 1. August 1990 hier die Rostocker Fischereihafen GmbH. Seit 2003 hält die Rostocker Versorgungs- und Verkehrsholding GmbH (RVV) 94 % der Rostocker Fracht- und Fischereihafen GmbH (RFH).

## Hafen

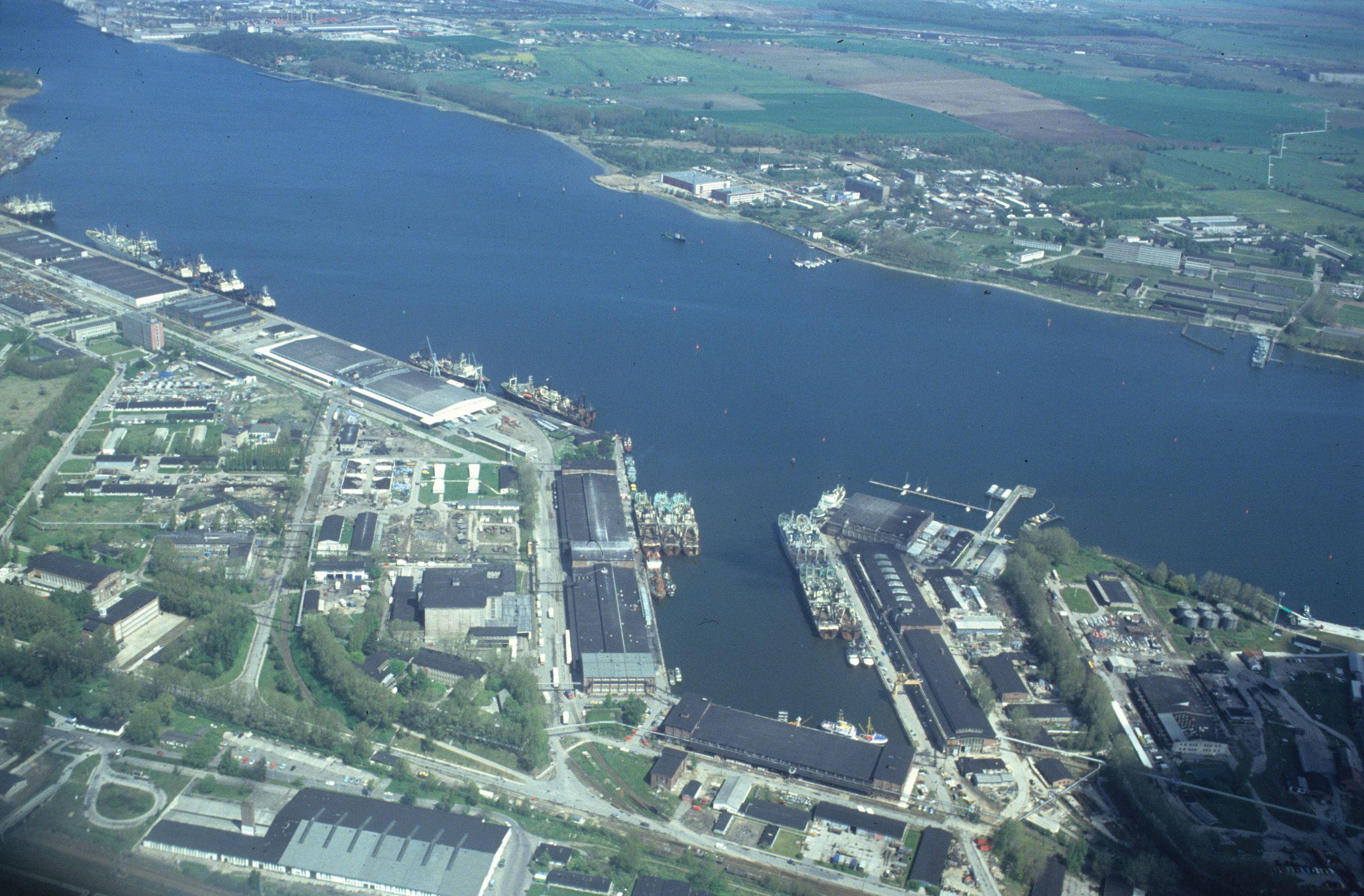
Der Fischereihafen am westlichen Ufer der Unterwarnow (unten, 1991)

Der Rostocker Fracht- und Fischereihafen ist der zweitgrößte Hafen in Rostock, er bietet 21 Liegeplätze an gut 2100 m Kailänge sowie große Gewerbe- und Lagerflächen. Eine eigene Hafenbahn mit rund 10 Kilometer Gleisen ist über den Bahnhof Rostock-Bramow an das Eisenbahnstreckennetz angeschlossen. Die vom Schiff angelandeten Rundhölzer aus Skandinavien werden auf Rungenwagen verladen, die als Ganzzug zu den Werken der Zellstoff Stendal Holz GmbH (ZS Holz) nach Stendal und Blankenstein gebracht werden. 2024 wurde durch den Umbau des Bahnhofs Rostock-Bramow die Eisenbahnanbindung modernisiert und für größere Umschlagkapazitäten ertüchtigt.
Im Jahr 2016 wurden vom RFH 1,15 Mio. Tonnen Güter umgeschlagen, darunter 586.000 Tonnen Holz und insgesamt 531.000 Tonnen Massengüter, davon 310.000 t Düngemittel. 2015 waren es noch 1,34 Mio. t (2014: 1,27 Mio. t), darunter 858.000 Festmeter Holz als Stückgut, 225.000 t Düngemittel und 85.000 t Getreide.
2017 wurde für etwa 3,5 Millionen Euro im nördlichen Bereich ein weiterer Liegeplatz (LP 27) mit 110 Metern Kailänge hergestellt.
Der Güterumschlag lag im Jahr 2017 noch bei rund 1,17 Mio. Tonnen. Im Jahr 2018 waren es insgesamt rund 970.000 Tonnen, davon nur noch 525.000 t Import-Holz (− 157.000 t) und 217.000 t Düngemittel (− 46.000 t). 2019 war der Umschlag, insbesondere durch geringere Holzimporte, weiter zurückgegangen; insgesamt wurden im RFH 880.000 t umgeschlagen, davon Holz 390.000 t (− 26 %) und Düngemittel rund 300.000 t.
Bis Mitte 2019 wurde für 2,2 Mio. Euro aus Eigenmitteln des RFH eine 3000 m² große Halle zur Zwischenlagerung von bis zu 15.000 t Düngemittel gebaut. Diese wurde an den Düngemittelhersteller ICL Europe vermietet. Direkt daneben entstand für 3½ Mio. Euro – zu 75 % gefördert durch das Land Mecklenburg-Vorpommern – eine 8000 m² große Schüttgutfläche.
Im Jahr 2019 wurden im RFH rund 880.000 Tonnen Güter umgeschlagen, davon rund 390.000 t Holz und etwa 300.000 t Düngemittel. Der Rest bestand aus Roheisen, Wasserglas (Silikate), Kaolin (weiße Tonerde), und Kohle. Gut 80 % der umgeschlagenen Güter wurden mit der Eisenbahn transportiert, die einen Gleisanschluss direkt an den Kai hat. 2021 wurden insgesamt rund 938.000 t Güter umgeschlagen.

## Verkehr
Marienehe wird im ÖPNV am Bahnhof Marienehe sowohl durch die S-Bahn als auch durch die Straßenbahn der RSAG angeschlossen. Die Gewerbebetriebe am Fischereihafen sind seit September 2016 durch eine Buslinie der RSAG an die S-Bahn- und Straßenbahn-Station Holbeinplatz angebunden.